# Acraea silacea
Acraea silacea är en fjärilsart som beskrevs av Eltringham 1912. Acraea silacea ingår i släktet Acraea och familjen praktfjärilar. Inga underarter finns listade i Catalogue of Life.